# Entychides arizonicus
Entychides arizonicus är en spindelart som beskrevs av Willis J. Gertsch och Wallace 1936. Entychides arizonicus ingår i släktet Entychides och familjen Cyrtaucheniidae. Inga underarter finns listade i Catalogue of Life.